# لاک‌پشت غول‌پیکر
لاک‌پشت غول‌پیکر (انگلیسی: Giant tortoise)